# Enoploctenus maculipes
Enoploctenus maculipes är en spindelart som beskrevs av Embrik Strand 1909. 
Enoploctenus maculipes ingår i släktet Enoploctenus och familjen Ctenidae. Inga underarter finns listade i Catalogue of Life.